# Nogometni sudac
Sudac je najmoćnija osoba u nogometnoj igri. Potpuno je ovlašten da poštuje i tjera igrače da poštuju sva nogometna pravila tijekom utakmice koju taj sudac sudi. Odluka koju sudac donese tijekom utakmice je konačna i ne može je nitko poništiti. No, poslije završetka utakmice, službena tijela mogu donijeti naknadne odluke i/ili kazne sudionicima utakmice.
Sucu pomažu dva pomoćna suca (prije znani i kao pomoćnici), te u većini utakmica pod službenim nogometnim savezom, sucu pomažu i četvrti suci. Glavni sudac i pomoćni suci za lakšu kontrolu utakmice koriste dijagonalni sustav kontrole.
Vrlo velika većina sudaca su amateri, iako i ti amateri često bivaju plaćeni manjim svotama novca za svoje usluge. No u svakoj nogometnoj državi postoji barem nekoliko profesionalaca kojima je to službeni posao i za kojeg uredno dobivaju plaću. Broj takvih profesionalaca je ograničen najčešće samo na najjači razred natjecanja.
Suci koji sude službene (natjecateljske) međunarodne utakmice se biraju od strane FIFA-e i njenog odbora. Ovakve procedure nije se potrebno držati prilikom prijateljskih utakmica, ili kako FIFA inzistira, neslužbenih utakmica.

## Dužnosti i ovlaštenja suca tijekom utakmice
Dužnosti i ovlaštenja suca tijekom utakmice su najopširnije opisane u petom zakonu nogometih pravila. U njima jasno piše kako glavni sudac utakmice:
- mora poštovati sva pravila i truditi se da ih igrači poštuju;
- kontrolira utakmicu u suradnji s pomoćnim sucima i, ako je moguće, četvrtim sucem;
- brine o stanju lopte tijekom utakmice;
- brine o stanju opreme igrača;
- brine o vremenu utakmice i određuje sudačku nadoknadu;
- mora zaustaviti igru ako dođe do nepoštivanja pravila;
- mora zaustaviti igru ako je igrač ili vratar ozbiljnije ozlijeđen;
- nastavlja igru ako je, po sučevom mišljenju, igrač samo blaže ozlijeđen.

## Povijest
Sam izraz sudac potječe iz nogometa. U nogometnim korijenima, kapetani momčadi su imali pravo svađati se u svrhu određivanja prekršaja, dodjeljivanja lopte i sličnih procesa. Kasnije se ta uloga premjestila u osobu nazvanu umpire (eng.), čija je moć bila ograničena jer nisu smjeli imati utjecaj u igri. Svaka je momčad mogla izabrati jednog umpirea koji bi izvan terena određivali kome pripada lopta. Moć umpirea je 1873. bila ograničena na dodjeljivanje slobodnog udarca nakon igranja rukom. Godinu poslije, umpirei su dobili moć dodjeljivanja crvenoga kartona igraču koji uporno krši pravila.         
Do 1880. uvidjela se potreba za neutralnom osobom, sucem, koja bi znala sva pravila i određivala ono što umpirei nikad nisu objektivno mogli. Dužnosti suca su se proširile i on je postao odgovoran i za određivanje vremena koje je prošlo. Po prvi puta suci su mogli i upozaravati i isključivati igrače koji ne bi poštovali pravila. Doslovno u terenu sudac se nije pojavio do 1891., kada je postalo očito da sudac ne može prosuditi dobro situaciju koju on promatra sa stotinu metara.
Svaki umpire je postao pomoćnik (od 1996. pomoćni sudac) u svrhu olakšavanja posla glavnom sucu. Danas se u mnogim amaterskim utakmicama koristi ovaj sustav zbog nedostatka odgovornog osoblja zaduženog za suđenje utakmice. Njima je dozvoljeno određivanje izlaska lopte izvan terena, ali im nije dozvoljeno određivanje posjeda lopte niti dodjeljivanja prekršaja.

## Korištenje zviždaljke
Suci koriste zviždaljku u svrhu označavanja početka, kraja ili zaustavljanja igre zbog prekršaja ili bilo kojeg drugog razloga, prekida verbalnih ili tjelesnih napada, iako, začudo, korištenje zviždaljke još nije postalo i obavezno. Prije korištenja zviždaljke, suci su zaustavljali igru mahanjem ruku ili zastavicom. 1878., na utakmici između Nottingham Foresta i Sheffield Norfolka, prvi put se spominje upotreba zviždaljki, iako nije službeno potvrđeno da se ta utakmica ikad odigrala.

## Odora
Današnji suci i njihovi pomoćnici nose istu odoru koju sačinjavaju dres, hlače i čarape, iako je do samoga kraja pedesetih 20. stoljeća bilo uobičajenije vidjeti suce u majici nego u dresu. Sve do prije desetak godina suci su bili u crnoj opremi jer nijedna momčad nije imala crnu opremu, pa je bilo vrlo lagano razlikovati igrače od sudaca i vratara. Na Svjetskom prvenstvu u SAD-u 1994. suci su po prvi puta u povijesti bili viđeni u drugačijim odorama (crvena, žuta, zelena boja ili njihove nijanse). Osim na tom Svjetskom prvenstvu, takav sustav odijevanja uveo je i engleski Premiership. Trenutačni FIFA-in službeni dobavljač opreme koji je odobrio IFAB je Adidas.

## Vanjske poveznice
|  | Zajednički poslužitelj ima još gradiva o temi Nogometni sudac |

- FIFA-ina nogometna pravila  Arhivirana inačica izvorne stranice od 7. svibnja 2007. (Wayback Machine)
- Pitajte suca neko nogometno pitanje!
- Razumijevanje sudačkih signala